# Gunnar Vatnhamar
Gunnar Vatnhamar (29. marts 1995) er en færøsk fodboldspiller, som er midtbanespiller for Víkingur Gøta i Færøernes Premier League og for Færøernes fodboldlandshold.

## Karriere

### Klub
Vatnhamar har spillet for Víkingur Gøta hele sin voksne fodboldkarriere. Mens han har spillet for klubben, har Víkingur vundet det færøske mesterskab to gange, i 2017 og 2017. Han har spillet med Víkingur i Champions League, hvor han scorede mål mod KF Trepca 89 og HJK Helsinki, og har også spillet i Europa League.

### Landshold
Vatnhamar blev første gang udtaget til det færøske A-landshold i marts 2018 af daværende landstræner Lars Olsen til en træningslejr i Spanien. Han fik sin landsholdsdebut for Færøernes fodboldlandshold i en venskabskamp, der endte uafgjort 1–1 mod Letland den 22. marts 2018, han blev skiftet ind efter 88 minutter. Hans storebror Sølvi Vatnhamar spiller også for Færøernes landshold.

### Internationale mål
Færøernes scoringer og resultater vises først.
| #  | Dato              | Stadion                        | Modstander | Scoring | Resultat | Konkurrence         |
| -- | ----------------- | ------------------------------ | ---------- | ------- | -------- | ------------------- |
| 1. | 11. november 2020 | LFF Stadion, Vilnius, Lithauen | Litauen    | 1–2     | 1–2      | Venskabskamp        |
| 2. | 14. november 2020 | Daugava Stadion, Riga, Letland | Letland    | 1–1     | 1–1      | UEFA Nations League |

## Hæder

### Klub
Víkingur Gøta
- Betrideildin: 2016, 2017
- Løgmanssteypið (Færøernes Pokalturnering): 2014, 2015
- Færøernes Super Cup: 2014, 2015, 2016, 2017, 2018[5]